# Kulebosjön
Kulebosjön är en sjö i Aneby kommun och Jönköpings kommun i Småland och ingår i Motala ströms huvudavrinningsområde. Sjön har en area på 0,0865 kvadratkilometer och ligger 273,8 meter över havet. Sjön avvattnas av vattendraget Svartån.

## Delavrinningsområde
Kulebosjön ingår i det delavrinningsområde (641232-142972) som SMHI kallar för Utloppet av Nordsjön. Medelhöjden är 288 meter över havet och ytan är 9,35 kvadratkilometer. Det finns inga delavrinningsområden uppströms utan avrinningsområdet är högsta punkten. Svartån som avvattnar avrinningsområdet har biflödesordning 2, vilket innebär att vattnet flödar genom totalt 2 vattendrag innan det når havet efter 230 kilometer. Delavrinningsområdet består mestadels av skog (70 procent). Avrinningsområdet har 0,73 kvadratkilometer vattenytor vilket ger avrinningsområdet en sjöprocent på 7,8 procent.